# Ingrid Sander
Ingrid Sander (* 9. August 1931 in Berlin; † 9. November 2006 in Kienbaum bei Berlin) war eine deutsche Filmregisseurin, Drehbuchautorin und Filmeditorin.

## Leben
Ingrid Sander war seit 1953 in Pioniermonatsschauen des DEFA-Studios für Dokumentarfilme beteiligt, zunächst beim Schnitt. 1956 führte sie erstmals Regie in einem kurzen Dokumentarfilm. Danach leitete sie einige weitere Kurzdokumentarfilme, meist über Kinder.
Ab etwa 1964 arbeitete Ingrid Sander vor allem für den Deutschen Fernsehfunk. Sie gehörte in den 1960er Jahren neben Bärbl Bergmann und Ingrid Reschke zu den wenigen Filmregisseurinnen in der DDR. 1968 führte sie Regie im 2. Teil einer fünfteiligen Propagandaspielfilms über den westdeutschen Verleger Axel Cäsar Springer. 1970 und 1971 drehte sie zwei weitere Propaganda- und Agentenfilme gegen bundesdeutsche und US-amerikanische Aktivitäten, einen in Zusammenarbeit mit dem Ministerium für Staatssicherheit. 1978 inszenierte sie eine Folge für die beliebte Krimiserie Polizeiruf 110.
Sanders letzter Film, die Fernsehproduktion Yvonne, wurde 1980 produziert. Anschließend konzentrierte sich sie auf ihre Aufgabe als Leiterin der Abteilung „Dramatische Kunst“ im DDR-Fernsehen. Zudem war sie über viele Jahre im Verband der Film- und Fernsehschaffenden der DDR engagiert, ab 1976 war sie Teil des Verbandsvorstands.
Nach 1990 wurde Sanders inoffizielle Mitarbeit für die Staatssicherheit der DDR bekannt, in deren Rahmen sie Berichte über Kolleginnen und Kollegen lieferte.

## Filmografie

### Regie
- 1956: Kinderspiele (Dokumentarfilm, auch Drehbuch)
- 1956: Vierbeinige Freunde (Dokumentarfilm, auch Drehbuch)
- 1959: Pioniermonatsschau. 10 Jahre alt und schon so groß (auch Redaktion)
- 1959: An der Schwelle einer glücklichen Zukunft (auch Drehbuch)
- 1959/1960: In einer Stunde um die Welt (auch Drehbuch)
- 1960: In Röhrsdorf nichts Neues (auch Drehbuch)
- 1960/1961: Schiffe – Kräne – Kapitäne (auch Drehbuch)
- 1961: Pioniermonatsschau (1. Mal doch mal was; 2. Auf dem Weg nach Erfurt, auch Drehbuch)
- 1961: Das Wunschauto, auch Drehbuch
- 1961: Wolfgang Heinz – Künstlerporträt (auch Drehbuch)
- 1963 Johannes R. Becher (nur Drehbuch)
- 1964: Sie heißt Meta Hall
- 1965: Der Nachfolger (auch Drehbuch)
- 1966: Hilmar Thate singt Dessau, Eisler, Hosalla
- 1967: Ein Dichter bittet ums Wort
- 1967: Das Mädchen an der Orga Privat
- 1967/1968: Ich – Axel Cäsar Springer. Teil 1. Vom schweren Anfang; 2. Männer werden gemacht
- 1970: Kein Mann für Camp Detrick, auch Drehbuch, Propaganda-Spielfilm[5]
- 1970/1971: Pygmalion XII (Fernsehfilm, auch Drehbuch)
- 1971: Istanbul-Masche (Fernsehfilm)
- 1972: Die Ballade von der Geige (auch Drehbuch)
- 1973/1974: Rückkehr als Toter (Fernsehfilm, auch Drehbuch)[6]
- 1974/1975: Erlesenes (Folge 19)
- 1975: Die Entführung
- 1977/1978: Polizeiruf 110: Doppeltes Spiel (Fernsehreihe, auch Drehbuch)
- 1980: Yvonne

### Szenarium
- 1967: Das rote Plakat

### Redaktion
- 1958–1960: Pioniermonatsschau

### Schnitt
- 1953–1955: Pioniermonatsschau
- 1955: Aus dem Kulturleben unserer Zeit
- 1955: Friedrich Schiller
- 1956: Die Schulstunde
- 1956: Unbekannte Helden
- 1956: Markkleeberg 1956
- 1957/1958: Agenten im Schatten einer Partei
- 1958: Hoffmanns Erzählungen